# Stern Simon
Stern Simon (Veszprém, 1858. – Budapest, 1890. január 13.) tanító, lapszerkesztő.

## Élete
Kezdetben tanítóként működött Budapesten, a süketnémák intézetében. 1882-ben az Amerikai Egyesült Államokba ment, ahol egy dohánygyárban alkalmazták. 3 év múlva tért vissza Magyarországra, és egy biztosítási cégnél helyezkedett el, azonban hamar elvesztette munkáját. Ezután csatlakozott az Általános Munkáspárt radikális ellenzékéhez.
Osztrák, illetve német lapokban jelentek meg cikkei, 1889-ben néhány hónapon át az Arbeiter Wochen Chronik c. lap szerkesztője volt.
A Salgótarjáni Utcai Zsidó Temetőben helyezték örök nyugalomra.